# Campo de hielo Cloue
El campo de hielo Cloue es una superficie cubierta de hielos y glaciares que cubren un área de 227 km² ubicados al extremo oeste de la isla Hoste, en la Región de Magallanes y la Antártica Chilena.
En inglés es a veces llamado Hoste Icefield, por la isla.

## Ubicación
| |                                                   |
| Campos de hielo en Patagonia Sur y Tierra del Fuego. En la parte argentina al sur del paralelo 52°S existen glaciares, pero no campos de hielo. | Campo de hielo Hoste o Cloue sobre la isla Hoste. |

Están ubicados al sureste de la cordillera Darwin y es una zona de la que poco se sabe, aparte de que "está permanentemente azotada por los vientos polares,  es una zona de clima imprevisible, repleta de fiordos nunca antes navegados y cuyos picos principales no eran visibles desde el mar. "

## Historia
La zona fue explorada por la expedición científica francesa al Cabo de Hornos (1882-1883), más conocida como "expedición Romanche", por el nombre del navío que llevó la expedición. En aquel entonces, Georges Cloué fue ministro del gobierno francés.